# Klaus Asche
Klaus Asche (* 5. März 1933 in Helmstedt; † 27. Januar 2017 in Hamburg) war ein deutscher Industriemanager und von 1981 bis 1987 Präsident des Deutschen Brauer-Bundes sowie von 1990 bis 1996 Präses der Handelskammer Hamburg.

## Ausbildung und Beruf
Nach dem Abitur am Gymnasium Julianum in Helmstedt begann Asche 1952 eine kaufmännische Ausbildung bei der Esso AG in Hamburg und studierte anschließend ab 1955 Rechtswissenschaften und Volkswirtschaftslehre an den Universitäten in Mainz, Göttingen, Bonn und Köln. In Göttingen wurde er Mitglied der Burschenschaft Germania Jena. 1960 promovierte er an der Universität zu Köln mit dem Thema Das Staatsdenken August Ludwig von Rochaus zum Dr. iur.
Nach dem Assessorexamen kehrte er 1963 als Justiziar zu Esso zurück, arbeitete später in der Marketingabteilung und verantwortete schließlich eine Gebietsleitung mit Sitz in Bremen. Seit 1964 war er zudem zugelassener Rechtsanwalt. 1970 wechselte er zur Holsten-Brauerei nach Hamburg und begann dort als stellvertretendes Vorstandsmitglied. 1976 wurde er stellvertretender Vorstandsvorsitzender und führte dann als Vorsitzender des Vorstandes das Unternehmen von 1980 bis 1996. Unter seiner Führung entwickelte sich die Holsten AG von einer lokalen Brauerei zur drittgrößten Brauereigruppe in Deutschland.
Klaus Asche war verheiratet und hat drei Söhne.

## Ehrenämter
Von 1979 bis 1985 war Asche Vorsitzender des Industrieverbandes Hamburg und von 1981 bis 1987 leitete er den Deutschen Brauer-Bund. Er war Mitglied der 1985 von Helmut Schmidt gegründeten Freitagsgesellschaft. Bis 1989 war er zudem Vorsitzender des World Wide Fund For Nature (WWF). 1990 wurde Asche zum Präses der 1665 gegründeten Handelskammer Hamburg gewählt und bekleidete dieses Amt bis 1996. 1994 versuchte der scheidende Vorsitzende des BDI, Tyll Necker, Asche mithilfe einer Findungskommission zu seinem Nachfolger zu machen, scheiterte aber damit intern. Nach dem Verzicht von Asche auf eine Kandidatur wurde schließlich Hans-Olaf Henkel Nachfolger.
Asche war von 1996 bis 2008 Mitglied des Kuratoriums und bis 2010 Mitglied des Vorstandes der Zeit-Stiftung und wirkte als solches 1997 maßgeblich bei der Gründung der Bucerius Law School mit. Er war von 1998 bis 2008 zudem Vorstandsmitglied der Nationalstiftung und war danach Mitglied im dortigen Senat. Bis 2007 wirkte er als Vorsitzender des Verwaltungsrates der Hamburger Sparkasse und war von 2005 an Mitglied im Kuratorium der Haspa Hamburg Stiftung, später Ehrenmitglied des Kuratoriums.

## Orden und Ehrungen
Asche bekam 1993 das Große Bundesverdienstkreuz und 1999 den Stern zum Großen Bundesverdienstkreuz verliehen. Zuvor hatte Asche bereits 1997 die Bürgermeister-Stolten-Medaille als eine der höchsten Auszeichnungen der Freien und Hansestadt Hamburg erhalten.

## Schriften
- Das Staatsdenken August Ludwig von Rochaus. (Dissertation, Rechtswissenschaftliche Fakultät der Universität Köln, 14. Juli 1960.) Helmstedt 1960.
- Deutsche Einheit wirtschaftlich und sozial verwirklichen. Folgerungen aus dem Jahr 1990. (= Schriftenreihe Präsesreden der Handelskammer Hamburg.) Hamburg 1990.
- Hamburger Bier. Rechtsfragen aus Vergangenheit und Gegenwart. In: Klaus Asche, Jan Albers, Jürgen Gündisch, Hans Seeler, Werner Thieme (Hrsg.): Recht und Juristen in Hamburg. Carl Heymanns Verlag, Hamburg 1994, S. 225–236.